# 24 Horas (RTP)
24 Horas é o telejornal noturno transmitido atualmente na RTP3, todos os dias às 00h00 UTC+0. Sendo uma das marcas mais antigas da informação da RTP, é atualmente apresentado por Daniel Catalão, Fátima Araújo e Vanessa Pereira Correia. É emitido em simultâneo na RTP3, RTP Internacional e RTP África.
O noticiário consiste num resumo das principais notícias do dia, assim como uma antevisão do dia seguinte. Do mesmo modo, cada edição termina com uma revista de imprensa intitulada Manchetes 3.

## História
Este noticiário surgiu aquando da remodelação da RTP1 em 1978, apresentado por António Santos, e substituiu a 3ª edição do Telejornal. Começou por ser transmitido de madrugada e tinha a duração de quinze a trinta minutos. Para além de fazer a síntese dos principais acontecimentos do dia, também incluía entrevistas e comentadores especializados. Durante cerca de um ano (1982-1983), o 24 Horas, apresentado por Carlos Fino e Pedro Luís de Castro, terminava com um cartoon da principal notícia do dia, desenhado por Pedro Palma.
Durante toda a sua história, o jornal foi mudando de formato e de nome: em fevereiro de 1981, mudou o seu nome para Últimas Notícias, mantendo-se assim até outubro do mesmo ano, e voltaria a ter o mesmo nome de 18 de outubro de 1982 a 18 de março de 1983, de 18 de outubro de 1983 a 6 de janeiro de 1985; também teve como nome Último Jornal de 5 de abril a 25 de outubro de 1982, de 11 de março a 14 de outubro de 1983 e entre 7 de janeiro de 1985 a 16 de fevereiro de 1986.
Em termos de duração, começou por ser um bloco informativo de 15 minutos, tendo passado a síntese de 5-10 minutos em 1980, posteriormente estendido para 20 minutos em 1982 e, depois, meia hora, em 1986, consistindo no debate das notícias mais importantes do dia e de uma antevisão do dia seguinte, juntamente com entrevistas em estúdio. Em 1993, chegou a ter um formato especial, apresentado por Carlos Pinto Coelho e Rosário Salgueiro, que viria a ser o embrião do futuro telejornal cultural Acontece.
Jornalistas como José Eduardo Moniz, José Rodrigues dos Santos, Judite de Sousa, Cândida Pinto e Márcia Rodrigues já foram alguns dos apresentadores deste bloco informativo. Aliás, foi com José Rodrigues dos Santos que se deu a emissão mais conhecida do 24 Horas: a Operação Tempestade do Deserto, durante a Guerra do Golfo, em que o pivot liderou uma maratona de 10 horas de emissão, com início por volta das 23h40 do dia 16 de janeiro de 1991, juntamente com os jornalistas Manuel Meneses, Mário Crespo, Carlos Fino, Raul Durão, José Manuel Barata Feyo e Artur Albarran (correspondentes em Amã), Seruca Salgado (correspondente em Jerusalém), José Ricardo (correspondente em Washington) e Nuno Rogeiro.
Durante a Guerra do Iraque, em 2003, o 24 Horas foi temporariamente substituído pelo Jornal da Guerra, com a duração de uma hora, que fazia a síntese dos mais importantes acontecimentos do dia da Guerra do Iraque, entre os dias 20 de março e 14 de abril. Viria a terminar no dia 31 de julho de 2003, regressando em 2004, agora na recém-criada RTPN, sob o nome de Jornal das 24.
Em 2011, o 24 Horas retorna mas desta vez na RTP Informação, aquando da criação deste canal, passando a ser transmitido no Porto, ao invés de Lisboa, local de gravação anteriormente utilizado.
Em 2013, o programa teve o seu grafismo alterado, passando a diferenciar-se do grafismo utilizado pelo outros noticiários utlizados pela RTP Informação nos seus blocos informativos, de forma a ser transmitido em simultâneo com a RTP2, substituindo o Hoje, e passando assim a ter duas edições: o Síntese 24 Horas, de cerca de 20 minutos, às 22 horas, e o 24 Horas em um novo horário, às 00 horas. Entretanto, em 2014, o 24 Horas saiu da grelha da RTP2 e foi substituído pelo Jornal 2. Apesar desta saída da programação da RTP2, o noticiário, além de continuar a ser transmitido na RTP Informação, continuou com o seu grafismo diferente dos restantes noticiários do canal de notícias da RTP.
Em 2015, com o nascimento da RTP3, e com o novo grafismo deste canal, o 24 Horas ressuscita e com um novo grafismo alterado, ficando o mesmo uniforme com os outros noticiários da estação. Em 2021, o noticiário sofreu uma mudança de grafismo, que seguiu a linha das mudanças feitas a toda a informação da RTP.

## Apresentadores

### Atuais apresentadores
- Daniel Catalão
- Fátima Araújo
- Vanessa Pereira Correia

### Antigos apresentadores
- Ana Ribeiro (1990-2003)
- António Santos (1978-1980)
- Carlos Fino (1982-1983)
- Henrique Garcia (1995-1998)
- João Tomé de Carvalho (1996-2002)
- Jorge Oliveira da Silva (1997-2015)
- José Eduardo Moniz (1990-1991)
- José Rodrigues dos Santos (1990-2001)
- Manuel Meneses (1987-2002)
- Márcia Rodrigues (1992-2003)
- Patrícia Gallo (1994-1998)
- Pedro Luís de Castro (1982-1983)
- Pedro Mourinho (1997-2001)
- Sandra Fernandes Pereira (2002-2015)
- Rita Saldanha (1992-1996)
- Vasco Matos Trigo (1989-2003)